# Hecamedoides
Hecamedoides är ett släkte av tvåvingar. Hecamedoides ingår i familjen vattenflugor.

## Dottertaxa tillHecamedoides[1][2]
- Hecamedoides africanus
- Hecamedoides anomalus
- Hecamedoides auriger
- Hecamedoides belcastroi
- Hecamedoides canolimbatus
- Hecamedoides corleonensis
- Hecamedoides costata
- Hecamedoides costatus
- Hecamedoides dahli
- Hecamedoides facialis
- Hecamedoides giordanii
- Hecamedoides glaucella
- Hecamedoides hepatica
- Hecamedoides hyalinus
- Hecamedoides infantinus
- Hecamedoides invidus
- Hecamedoides lattini
- Hecamedoides limbata
- Hecamedoides litoralis
- Hecamedoides morrii
- Hecamedoides nigripennis
- Hecamedoides olma
- Hecamedoides paradoxus
- Hecamedoides pusillus
- Hecamedoides setosus
- Hecamedoides tarsalis